# The Mathematical Gazette
The Mathematical Gazette ist eine Mathematikzeitschrift, die drei Mal jährlich von der britischen Mathematical Association und (ab 2015) von Cambridge University Press herausgegeben wird. Sie hat einen Schwerpunkt in Unterhaltungsmathematik und Mathematikdidaktik und richtet sich außer an Lehrende und Studenten auch an ein breiteres Publikum. Sie will in attraktiver Form Interesse an mathematischen Fragen und Rechenaufgaben wecken und hat regelmäßig eine Sparte mit mathematischen Problemen.
The Mathematical Gazette wurde 1894 als Nachfolge des Periodikums Reports of the Association for the Improvement of Geometrical Teaching von dem Mathematiker Edward Mann Langley gegründet. Als Nachfolger Langleys war William John Greenstreet für mehr als dreißig Jahren von 1897 bis 1930 Herausgeber der Zeitschrift. Seit dem Jahr 2000 bekleidet Gerry Leversha diese Position.